# Obala (Cameroun)
Pour les articles homonymes, voir Obala.
 (février 2016).
Si vous disposez d'ouvrages ou d'articles de référence ou si vous connaissez des sites web de qualité traitant du thème abordé ici, merci de compléter l'article en donnant les références utiles à sa vérifiabilité et en les liant à la section « Notes et références ».
Obala est une commune du Cameroun du département de la Lekié dans la région du Centre.

## Géographie
La ville est située sur la route nationale 1 (axe Yaoundé-Bertoua) à 38 km au nord de Yaoundé et à 46 km à l'ouest du chef-lieu départemental Monatélé. La localité drainée par la rivière Afoumla et son affluent le Ntsas se trouve dans le bassin versant du fleuve Sanaga.

## Histoire
La localité est nommée Obala par l'administration allemande en référence à la savane peuplée de biches ou obals en langue Esselé. La commune est instaurée en 1955 par le Haut commissaire de la République française au Cameroun. Après avoir été brièvement Chef-lieu du département de la Lékié entre 1964 et 1968, Obala retrouve définitivement son statut d'arrondissement.

## Organisation

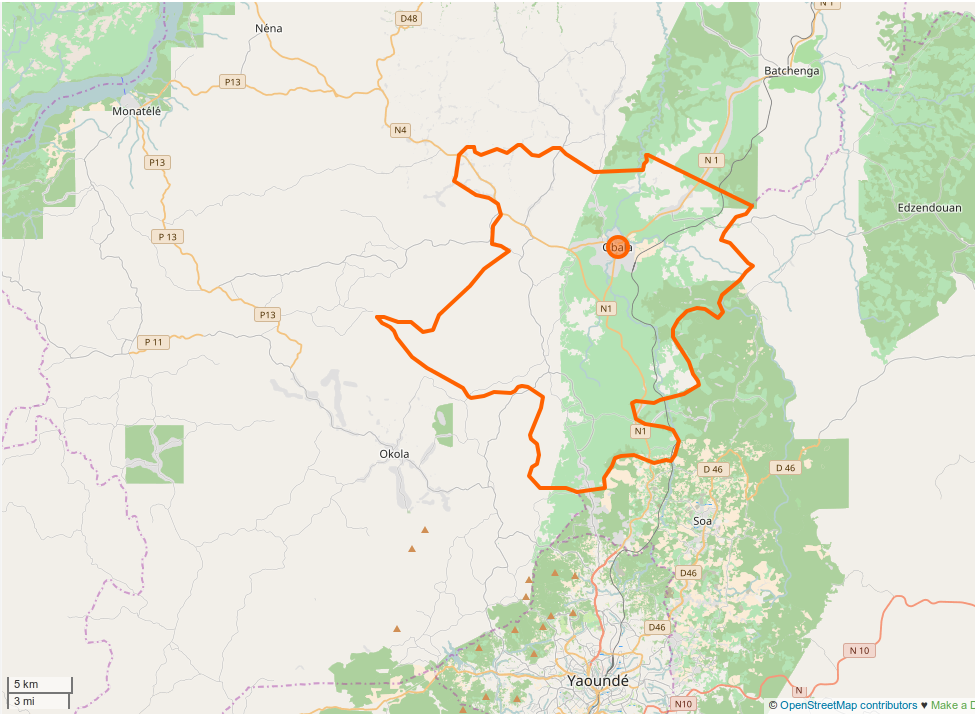

L'aire urbaine d'Obala Ville est constituée de 13 quartiers : Minkama  I,  Minkama  II,  Minkama  III, 
Abokono, Ndzong Mezegue, Obala Zone I, Obala Zone II, Ekok-Assi, Elig Bessala-Ebolakoun, Afambassi-Elot I, Elot II, Nkolbikok, Mboua I et II.
Outre Obala proprement dit et ses quartiers, la commune comprend les villages suivants :
- Abono
- Afambassi-Elende
- Efok
- Efoumelessi
- Ekabita Essélé
- Ekabita Mendoum
- Ekokom
- Ekoumdouma
- Elig Bodo
- Elig Ngomo
- Elig Nkouma I
- Elig Nkouma II
- Elig Ntsogo
- Elog-Ngazouma
- Elomzok
- Endinding
- Essong
- Etong Bidjoé
- Etoud-Ayos
- Ezezang Essélé
- Ezezang Mendoum
- Komo-Mvog-Kani
- Koudandeng
- Lebobi
- Lékié Assi
- Lengom
- Loua I
- Loua II
- Mbankomo
- Mbele I
- Mbele II
- Mboua I
- Mboua II
- Mekas
- Mfomakap
- Mindjomo
- Minkama
- Mvog-Dzigui
- Ngongo
- Nkolbikok
- Nkol Ekui
- Nkol Evodo
- Nkol Feb
- Nkol Fon (Mbele I)
- Nkol Foulou III
- Nkol Mbene
- Nkol Melen
- Nkol Mendouga
- Nkol Ndobo
- Nkol Nguem I
- Nkol Nguem II
- Nkol Ntara
- Nkol Obili
- Nkol Tima
- Nkol Tsogo I
- Nkol Tsogo II
- Nkoledouma
- Nkolewodo
- Nkoltomo II
- Nkom Ndamba
- Nkomefoufoum
- Nkometou II
- Nkometou III
- Nkot Abang
- Nto
- Ntsan
- Tsek
- Yemessoa I
- Yemessoa II
- Yemkout
- Yemsoum
- Zima
- Zoatoubsi

## Population

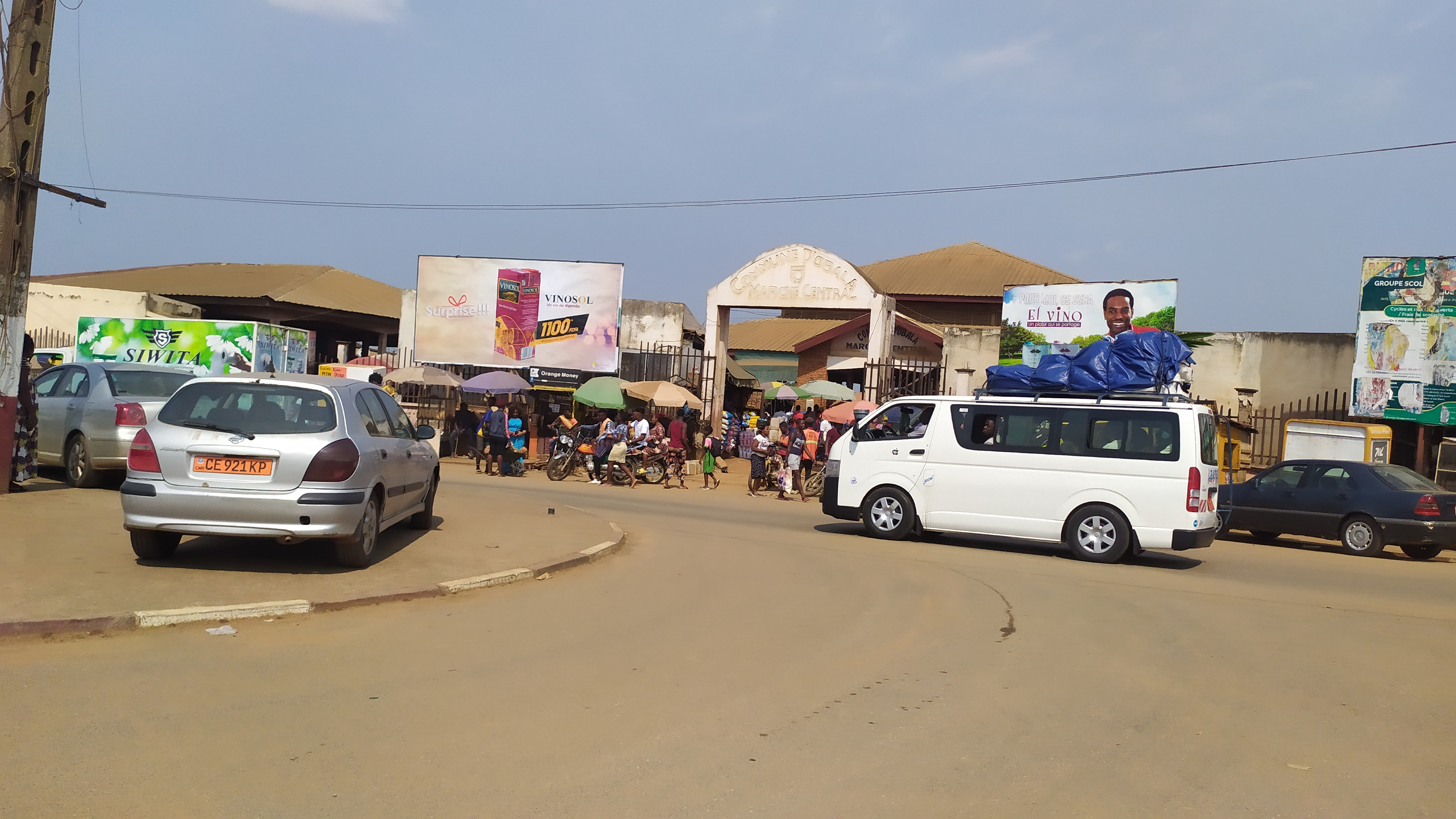
Entrée Marché d'Obala

Lors du recensement de 2005, la commune comptait 78 929 habitants, dont 29 054 pour la ville d'Obala.
Il y avait un Luna Park dans la ville. Elle compte un des anciens lycées du Cameroun qui a formé jadis des personnalités de l'administration camerounaise.

## Chefferies traditionnelles
L'arrondissement est le siège de l'une des deux chefferies traditionnelles de 1er degré du département de la Lékié :
- Chefferie Endinding (19 955 habitants en 2015), siège au village d'Endinding

L'arrondissement d'Obala compte 7 chefferies traditionnelles de 2e degré reconnues par le ministère de l'administration du territoire et de la décentralisation :
- Groupement Obala
- Groupement Loua
- Groupement Mendoum
- Groupement Minkama
- Groupement Nkoledouma
- Groupement Nkolfep
- Groupement Efok

## Enseignement
En 2022 on dénombre 31 écoles primaires dont 19 sont publiques.
L'arrondissement d'Obala compte aussi 19 établissements secondaires publics dont 10 lycées et 9 collèges, 18 sont francophones et un bilingue.
- CES d'Elig-Ngomo
- CES d'Elig-Nkouma
- CES d'Essong
- CES de Mbelle I
- CES de Ntuissong-Obala
- CETIC d'Endinding
- CETIC de Nkoldassa
- CETIC de Womkoa
- CETIC de Yemkout
- Lycée bilingue d'Obala
- Lycée d'Efok
- Lycée d'Ezezang-Mendoum
- Lycée d'Obala
- Lycée de Koudandeng
- Lycée de Minkama
- Lycée de Nkomotou
- Lycée de Yemessoa I
- Lycée technique d'Obala

## Culture et folklore
Obala est principalement peuplée d'Étons, toutefois on trouve également différentes tribus du Cameroun telles que les Bamilékés, des Haoussas, bamoun, , etc. Des habitants autochtones dansent habituellement l'Essani pendant des cérémonies funéraires. La période qui rassemble le plus de gens dans cette ville est celle des jours de fêtes nationales et de la fête communale « Obala en fête ».
La plupart des habitants de la ville sont culturellement liés à la tradition beti dont toutes les coutumes et rites betis sont conservés. Le catholicisme est devenu une religion prépondérante, suivie de l'islam, du protestantisme et des témoins de Jéhovah.

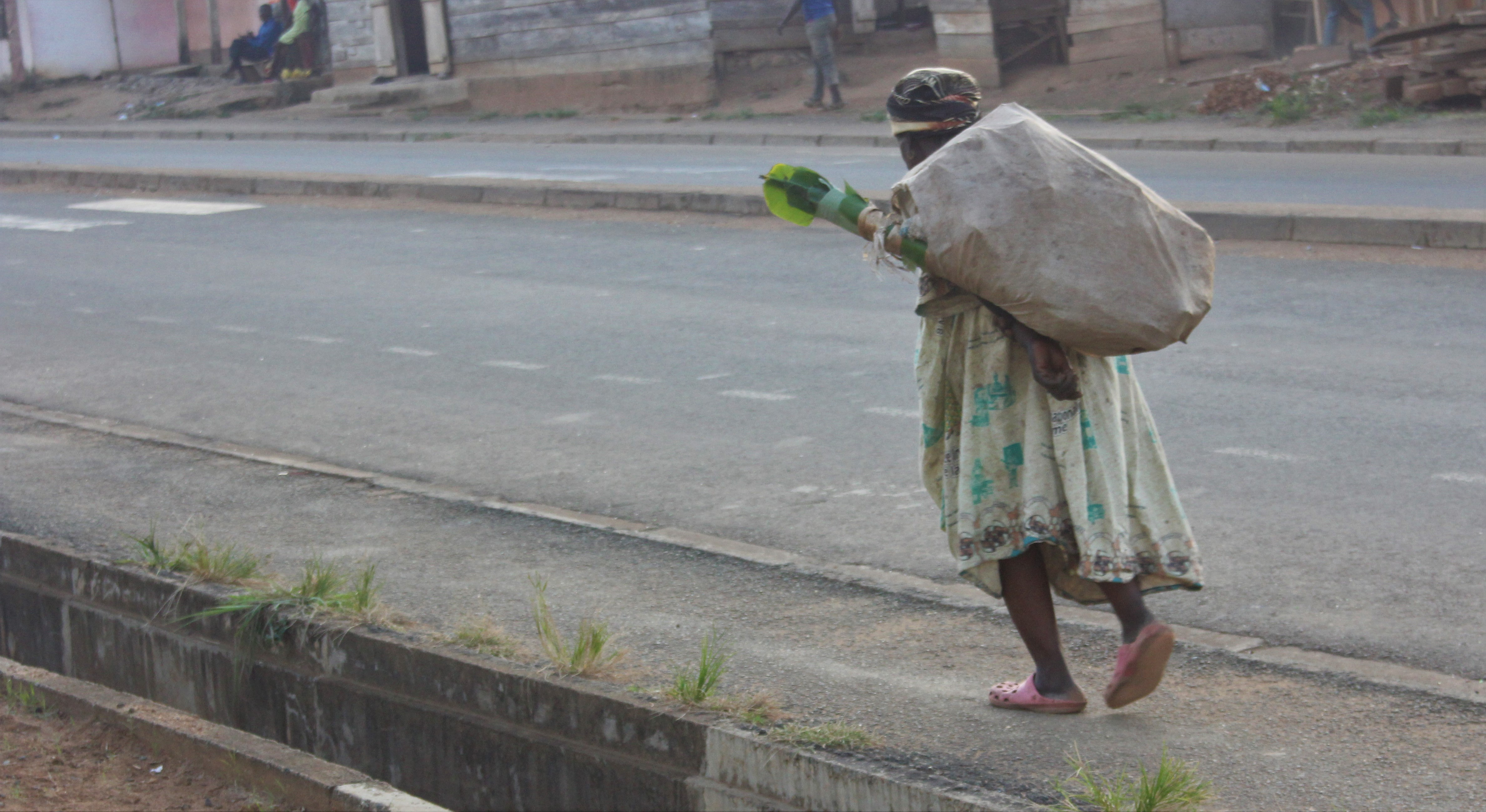
Retour de champs

## Évêché
- Diocèse d'Obala
- Liste des évêques d'Obala
- Cathédrale d'Obala

## Économie
Deux routes routières transafricaines traversent Obala:
- Transafricaine 8 (Lagos — Mombasa)
- Transafricaine 3 (Tripoli — Le Cap)

La ville fut dans les années 1980 l'un des grands centres d’échange économique entre le grand Nord Cameroun et le Sud. De grands opérateurs économiques s’installèrent et ouvrirent de grands magasins, de petites usines de transformation du bois, et des produits de première nécessité, et la ville connut son grand essor économique. Vers les années 1990, la crise économique qui touchera le Cameroun n’épargna guère le développement de la ville.

## Sport
Comme dans le reste du pays, le football est à Obala le sport le plus pratiqué. Le Lekié FF, club féminin, est le plus important de la ville. Ayant récemment accédé à la première division, celui-ci remporte le championnat national en 2023. Côté masculin, la ville manque longtemps d'un réel club de haut niveau. Son plus important à l'heure actuelle est la Jeunesse Athlétique d'Obala, évoluant en 2021 en ligue régionale du Centre. À noter également la fondation en 2022 du Totem Sport Club, soutenue par le groupe Belekani. Évoluant dans le championnat départemental de la Lekié, il a pour but de favoriser la pratique du sport chez les jeunes dans la ville d'Obala.   

## Personnalités liées à Obala
- Mgr Dieudonné Espoir Atangana, né à Ngongo en 1958.
- Agathe Ngani, footballeuse, née à Obala en 1992.
- Eyebe Ayissi, née à Mbele en 1955
- Bela Lazare, née à Ngomo en 1954
- Abdon Makota, né à Nkolbikok en 1997